# Lepidostroma terricolens
Lepidostroma terricolens är en lavart som beskrevs av Mägd. & S. Winkl. 1967. Lepidostroma terricolens ingår i släktet Lepidostroma, ordningen Polyporales, klassen Agaricomycetes, divisionen basidiesvampar och riket svampar.   Inga underarter finns listade i Catalogue of Life.